# 董仙桥
董仙桥（1895年2月—1990年3月22日）原名董海云，吉林省榆树县人，中国共产党及中华人民共和国官员，中共佳木斯市委书记、市长，吉林省高级人民法院副院长，吉林省政协常委、副秘书长。

## 生平
1895年农历二月初九日，董仙桥生于榆树县大坡西郝家屯一个贫困家庭。 1906年入私塾学习。1909年入本乡官办小学学习。1914年考入吉林省立第一师范学校，后因家贫而辍学。因在校期间品学兼优，被推荐到榆树县文华中学当教员。1923年7月，考入吉林法政专门学校。1924年秋，转入北京中国大学法律系。1927年毕业后，应聘到吉林省立第五中学任教，1930年任该校代理校长。在此期间，因营救遭当局逮捕的学生而被撤职。当时他因言论而被怀疑为共产党。此前在1928年夏，董仙桥的朋友李恩举全家迁居佳木斯，李恩举应聘到西门小学教书并任校长。被撤职的董仙桥乃携全家到佳木斯投奔李恩举。随后董仙桥到佳木斯桦川中学任教。
1931年九一八事变后，日军侵占中国东三省。1932年农历四月，日本军舰开进佳木斯，当时正任佳木斯女子师范教员的董仙桥和其他教员宣传抗日救亡。
1933年6月，中共河北省委特派员苏梅和党员李向之来到佳木斯，秘密建立中共地下组织，组织抗日义勇军。董仙桥和妻子李淑云经这两人介绍，加入中国共产党。1933年10月，董仙桥在佳木斯加入中国共产党，并任佳木斯第一个中共基层组织“西门外小组”的组长。西门外小组成立后积极发展党员，后发展到11人。1934年春，在西门外小组的基础上成立佳木斯西门外支部，董仙桥任支部书记。当时支部设在董仙桥家里，成为地下党组织的秘密联络点。1936年10月，中共下江特委决定将西门外支部改成佳木斯特别支部，董仙桥负责宣传工作。
1937年1月，佳木斯特别支部、桦川中学党支部合并，成立中共佳木斯市委员会，董仙桥任市委书记。市委在他领导下，党员发展至60多人，先后成立6个支部。他还掩护和输送中共地下党员加入东北抗日联军。八女投江中的队长冷云就是董仙桥的学生，经董仙桥安排参加了抗联。为给抗联提供情报，他将中共地下党员派到敌人内部，掌握敌人动向。根据中共北满临时省委批示，他为抗联三军、六军筹集军需物资。仅1937年就筹集服装600余件，油印机4台和大批药品、宣传品等。
1938年春，满洲国日伪警察和特务机关加紧搜捕抗日人员。3月15日，日伪军队、警察、宪兵、特务出动千余人实施大逮捕，史称“三·一五”事件，三江地区的中共地下党组织被全部破坏。同日拂晓，董仙桥和30多名中共党员、抗日救国会会员等被捕。董仙桥被捕后宁死不屈、拒不招供，后被押到哈尔滨高等法院审判。1939年4月，哈尔滨高等法院以颠覆满洲国的罪行判处董仙桥有期徒刑20年，关押在哈尔滨市道里监狱。1942年6月，转押到满洲国新京（今长春）。在狱中，董仙桥秘密成立了中共狱中党支部，发展党员，与敌斗争。1945年8月，日本在投降前准备枪杀董仙桥等大批政治犯，但苏联红军突然轰炸新京的监狱，董仙桥等人死里逃生。
1945年日本投降，董仙桥出狱。随后回到佳木斯市，任合江省政府秘书长兼教育厅长。1945年底，中共合江省工委派他担任中共领导下的佳木斯市政府首任市长（副市长为孙西林，不久即遇刺身亡），并任市委常委。他担任市长直到1948年5月。任内面对日伪留下的乱摊子，他发动群众建立基层政权，组织私营工商业者恢复生产，打击特务活动，安定社会秩序。
中华人民共和国成立后，董仙桥历任合江省人民法院副院长，松江省人民法院副院长，最高人民法院东北分院办公室主任，吉林省高级人民法院副院长，吉林省政协副秘书长（1956年任），第二至四届吉林省政协常委。1956年经中共吉林省委安排参加民革，成为中共和民革的“交叉党员”，历任吉林省民革第一至三届常务委员，1980年当选吉林省民革第四届副主任委员。
“文化大革命”期间，董仙桥受到批判和迫害。粉碎“四人帮”后，董仙桥获得平反，重返工作岗位。当时他年过八旬，已不能每天上班，但坚持每天听广播，看报纸，读文件。1980年代，董仙桥抱病多次应邀到佳木斯市，参加回顾佳木斯党的斗争历史的座谈会。
1990年3月22日，董仙桥病逝，享年95岁。